# Bibelforskaren
Bibelforskaren var en svensk tidskrift för skrifttolkning och praktiskt kristendom, utgiven 1884–1924.
Den grundades av Otto Myrberg i Uppsala 1884, och han redigerade den fram till 1899. Under de första åren innehöll den främst artiklar av Myrberg. 1900 redigerades den av Johan August Ekman och 1901–1923 av Erik Stave.